# Brankář (lední hokej)

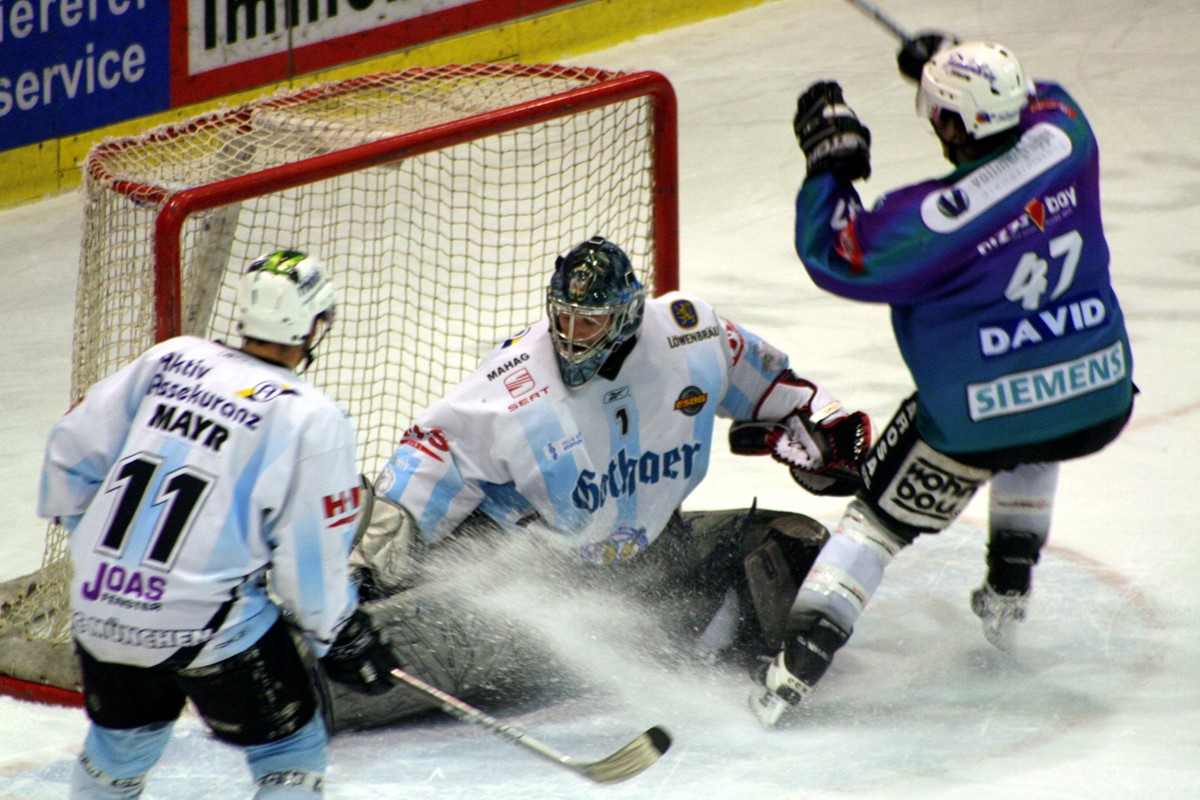
Hokejový brankář v akci (Leonhard Wild)

Hokejový brankář, též gólman, je člen hokejového týmu, jehož hlavní činností během zápasu je zabránit puku v překročení brankové čáry, tedy vstřelení gólu.

## Historie
Pozice brankáře se v počátcích ledního hokeje výrazněji neodlišovala od hráče v poli, a to jak co se vybavení týče tak do značné míry v herním stylu. První hokejová pravidla, tzv. halifaxská, ještě ani nerozlišovala pozice hráčů na ledě a tak se role brankáře ujímal hráč, který byl zrovna nejblíž brance. Pozice hráčů na ledě určovala až pravidla montrealská. Podle těch směl brankář, jako jediný hráč na hřišti, zastavit puk rukou. Nesměl ho však držet ani házet. Brankář nesměl sedat, klekat ani padat na zem. Na místo brankáře se v průběhu hry mohl přesunout kterýkoliv z obránců.

### Výstroj

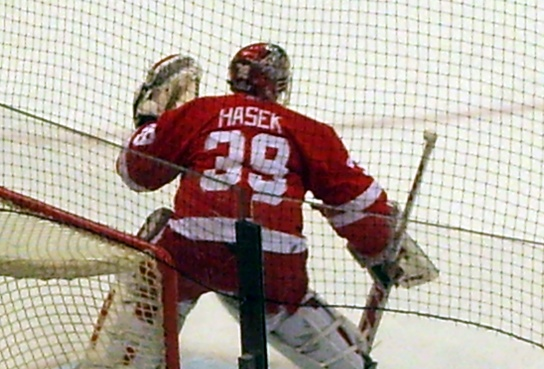
Dominik Hašek chytající za Detroit Red Wings byl časopisem The Hockey News v roce 2012 vyhlášen nejlepším evropským hokejistou v historii NHL.

První součást výstroje, kterou se začal brankář lišit od hráče v poli, byly chrániče holení. Používaly se buď onuce, nebo chrániče vypůjčené z jiných sportů, mezi nimi kriketové. I když se používaly již od počátku 90. let (snad prvně je použil roku 1891 Seen Clearly), jejich popularita nastartovala až vítězstvím týmu Winnipeg Victorias nad Montreal Victorial 14. února 1896 v zápase o Stanley Cup. George Merritt s kriketovými chrániči na nohou udržel v utkání čisté konto a postaral se tak o velkou senzaci a také o rozšíření „betonů“ mezi ostatními brankáři.
V roce 1905 přišel Percy LeSeuer s novým typem hole, ten ještě vylepšil roku 1910 Riley Hern. Od roku 1907 se začínáme u brankářů setkávat se speciálními rukavicemi. Od roku 1915 pak s důmyslnějšími chrániči různých částí těla.
Změny ve výstroji byly hlavní měrou podníceny novým herním stylem, počátkem 20. století se hra začala zrychlovat a stávala se kontaktnější. To samozřejmě vedlo i ke změně brankářského stylu. Zatímco v počátcích řešili většinu herních situací ve stoje, po zavedení brankoviště (1905) ve kterém již útočníci nesměli střílet ale jen doráželi odražený puk, řešili brankáři tuto situaci podřepem a přiložením hole na led.
Brankáři své tělo sice stále více a více chránili proti zásahům puku či protivníkovy hokejky, velice dlouho si ovšem jakkoliv odmítali chránit hlavu. První brankář mezi profesionály, který se objevil na ledu s ochranou obličeje byl Clint Benedict 20. února 1930. Na sklonku kariéry utrpěl po zásahu pukem zlomeninu nosu a lícní kosti, ale jelikož si takto odchod nepředstavoval, vrátil se ještě ve dvou utkáních na led s maskou zkombinovanou z masky původně určené pro americký fotbal a pro box. Zatímco mezi amatéry byla maska používána relativně často, na profesionální úrovni byla dlouho tabu. Povinnou součástí výstroje se stala až v průběhu 70. let 20. století.